# Andres Iñigo
Pour les articles homonymes, voir Iñigo.
Andres Iñigo Ariztegi, né le 17 février 1945 à Ituren, est un philologue, écrivain et académicien basque espagnol de langue basque et espagnole.

## Biographie
Andres Iñigo est docteur ès lettres et licencié en géographie et d'histoire. 
Il est membre titulaire de l'Académie de la langue basque depuis le 26 février 1999 et membre représentatif de la Navarre. Il est président du comité d'onomastique à l'Académie.